# زيون ويليامسون
زايون لطيف ويليامسون (من مواليد 6 يوليو 2000) هو لاعب كرة سلة أمريكي محترف لفريق نيو أورلينز بيليكانز التابع للاتحاد الوطني لكرة السلة (NBA). يلعب كلاعب هجوم قوي الجسم. بعد فترة مهيمنة في السنة الأولى مع دوق بلو ديفلز للرجال، تم اختيار ويليامسون من قبل البيليكانز مع أول اختيار شامل في ان بي إيه درافت 2019 . تم اختياره في فريق ان بي ايه للاعبين الجدد في عام 2020.

## السنوات الأولى
ولد ويليامسون في سالزبوري بولاية نورث كارولينا. إلى جانب كرة السلة، لعب ويليامسون كرة القدم ومركز الوسط في كرة القدم الامريكية. عندما كان في الخامسة من عمره، وضع نصب عينيه أن يصبح نجم كرة سلة جامعي. في سن التاسعة، بدأ ويليامسون الاستيقاظ كل صباح في الخامسة للذهاب إلى التداريب. تنافس في بطولات الدوري للشباب مع والدته شاروندا سامبسون التي دربته ولعب مع صقور سمتر في دائرة اتحاد الرياضيين الهواة (AAU)، في مواجهة خصوم يكبرونه بأربع سنوات. بدأ ويليامسون لاحقًا العمل مع زوج والدته، لاعب كرة السلة الجامعي السابق لي أندرسون، لتحسين مهاراته كحارس أساسي. انضم إلى فريق كرة السلة في مدرسة جوناكين ميدل سكول في ماريون بولاية ساوث كارولينا، حيث دربته والدته مرة أخرى وبلغ متوسطه 20 نقطة لكل مباراة. في المدرسة الإعدادية، كان ويليامسون حارسًا أساسيًا وخسر ثلاث مباريات فقط في عامين. في عام 2013، قاد جوناكين إلى الرقم القياسي 8-1 والحصول على البطولة.

## الملف الشخصي للاعب
ويليامسون طوله 6 أقدام و6 انشات (1.98 م) يبلغ وزنه 284 رطل (129 كـغ).  على الرغم من وزنه الثقيل بالنسبة للاعب كرة السلة، إلا أنه معروف بسرعته وقدرته على القفز.  وصفه لاعب الدوري الاميركي للمحترفين كيفن ديورانت بأنه «رياضي من النوع الذي يولد مرة واحدة في الجيل» بينما وصفه مدرب كرة سلة جامعي مجهول بأنه «خارق للطبيعة».  يلعب ويليامسون مركز لاعب هجوم قوي الجسم ولكنه قادر أيضًا على أن يكون في مركز لاعب الوسط. ومع ذلك، فمن الأفضل لعبه كمهاجم بسبب حجمه. تم وصفه بأنه لا يناسب موقع كرة سلة محدد. أقامت سماته الجسدية مقارنات مع نجوم الدوري الاميركي للمحترفين السابقين تشارلز باركلي وأنتوني ماسون ولاري جونسون.  بالإضافة إلى ذلك، وفقًا لمحللين مختلفين، يشبه لاعبي الدوري الاميركي للمحترفين ليبرون جيمس وجوليوس راندل. ذكر لي سارتور، مدرب مدرسة ويليامسون الثانوية، أن مدرب كرة السلة روي ويليامز أخبر ويليامسون «أنه ربما كان أحد أفضل لاعبي المدرسة الثانوية الذين رآهم منذ مايكل جوردان». ويليامسون، الذي هو أعسر، يكاد يكون ماهر يدويا، ويجيد ببراعة استخدام أي جهة.

## احصائيات المسيرة

### الدوري الاميركي للمحترفين

#### الفصل العادي
| السنة   | الفريق               | لعب | بدأ | دقيقة | ميداني% | ثلاثية | حرة  | ارتداد | صنع | استلاب | تصدي | نقطة |
| ------- | -------------------- | --- | --- | ----- | ------- | ------ | ---- | ------ | --- | ------ | ---- | ---- |
| 2019–20 | نيو أورلينز بيليكانز | 24  | 24  | 27.8  | .583    | .429   | .640 | 6.3    | 2.1 | .7     | .4   | 22.5 |
| المجموع | المجموع              | 24  | 24  | 27.8  | .583    | .429   | .640 | 6.3    | 2.1 | .7     | .4   | 22.5 |

### كلية
| السنة  | الفريق               | لعب | بدأ | دقيقة | ميداني% | ثلاثية | حرة  | ارتداد | صنع | استلاب | تصدي | نقطة |
| ------ | -------------------- | --- | --- | ----- | ------- | ------ | ---- | ------ | --- | ------ | ---- | ---- |
| 018–19 | دوق بلو ديفلز للرجال | 33  | 33  | 30.0  | .680    | .338   | .640 | 8.9    | 2.1 | 2.1    | 1.8  | 22.6 |

## روابط خارجية
- زيون ويليامسون على موقع إن بي أي (الإنجليزية)
- زيون ويليامسون على موقع سبورتس رفرنس (الإنجليزية)
- زيون ويليامسون على موقع كرة السلة الأوروبية.كوم (الإنجليزية)
- زيون ويليامسون على موقع إي إس بي إن.كوم (الإنجليزية)
- زيون ويليامسون على موقع كلية كرة السلة في سبورتس رفرنس.كوم (الإنجليزية)
- زيون ويليامسون على موقع ريلجم (الإنجليزية)
- زيون ويليامسون على موقع بروبوليرز (الإنجليزية)